# Acraea fulvoides
Acraea fulvoides är en fjärilsart som beskrevs av Le Doux 1931. Acraea fulvoides ingår i släktet Acraea och familjen praktfjärilar. Inga underarter finns listade i Catalogue of Life.